# 金腺荚蒾
金腺荚蒾（学名：Viburnum chunii）是五福花科荚蒾属的植物，是中国的特有植物。分布于中国大陆的江西、贵州、浙江、福建、广东、安徽、湖南、广西等地，生长于海拔140米至1,300米的地区，多生于山谷密林中、疏林下蔽荫处以及灌丛中，目前尚未由人工引种栽培。

## 别名
陈氏荚蒾（植物分类学报）

## 异名
- Viburnum chunii Hsu ssp. chengii Hsu
- Viburnum chunii Hsu var. piliferum Hsu